# 鶴居駅
鶴居駅（つるいえき）は、兵庫県神崎郡市川町鶴居字檜戸にある、西日本旅客鉄道（JR西日本）播但線の駅である。

## 歴史
- 1894年（明治27年）7月26日：播但鉄道の駅として開設[1]。旅客・貨物取扱開始[2]。
- 1903年（明治36年）6月1日：播但鉄道が山陽鉄道に営業譲渡。山陽鉄道の駅となる。
- 1906年（明治39年）12月1日：山陽鉄道国有化、国鉄の駅となる[2]。
- 1909年（明治42年）10月12日：線路名称制定、播但線所属となる。
- 1973年（昭和48年）4月1日：貨物・荷物扱い廃止[2]。
- 1983年（昭和58年）4月1日：業務委託駅化[3]。
- 1987年（昭和62年）4月1日：国鉄分割民営化に伴い、JR西日本の駅となる[2]。
- 1991年（平成3年）4月1日：無人駅化。
- 2016年（平成28年）3月26日：ICカード「ICOCA」の利用が可能となる[4]。ICカード専用簡易改札機で対応。
- 2022年（令和4年）
  - 6月1日：管理駅が福崎駅から豊岡駅に変更。
  - 10月1日：組織改正に伴い、近畿統括本部福知山管理部管轄となる。

## 駅構造

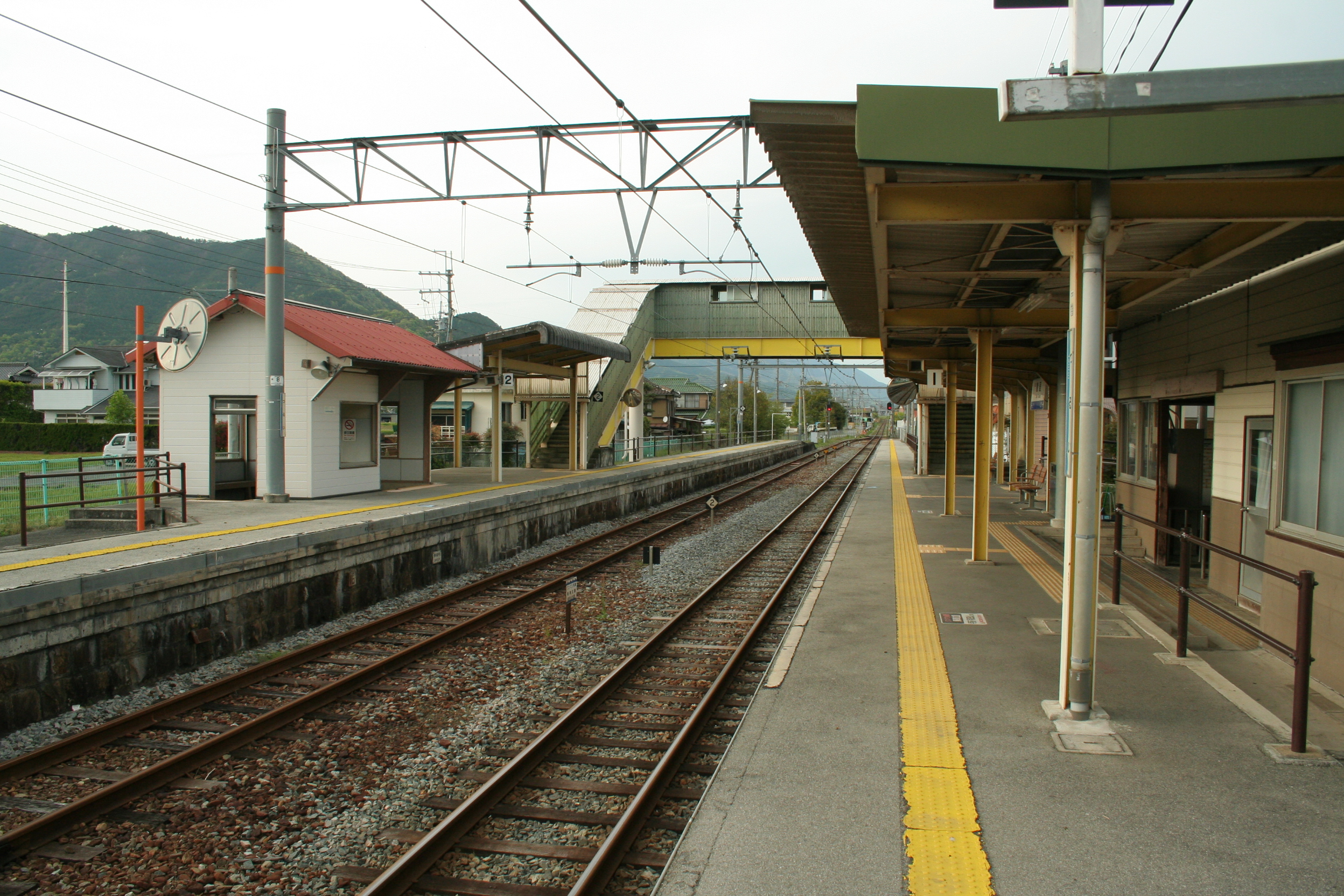
ホーム（2009年4月）

相対式ホーム2面2線を有する列車交換可能な地上駅。木造駅舎は香呂駅同様、開設当時からのもの。駅舎は1番のりば側にあり、反対側の2番のりばへは跨線橋で連絡している。1番のりばを上下本線、2番のりばを上下副本線とした1線スルーとなっており、通過列車や行違いが無い列車は両方向共に1番のりばを使用する。2番のりばは寺前方面行の行違い列車が使用する。1998年10月ダイヤ改正では当駅折返しが設定されていた。
豊岡駅管理の無人駅で、駅舎内に簡易型の自動券売機、ICカード専用簡易改札機が設置されている。

### のりば
| のりば | 路線   | 方向 | 行先             | 備考                 |
| ------ | ------ | ---- | ---------------- | -------------------- |
| 1      | 播但線 | 上り | 福崎・姫路方面   |                      |
| 1      | 播但線 | 下り | 寺前・和田山方面 | 原則としてこのホーム |
| 2      | 播但線 | 下り | 寺前・和田山方面 | 行違い時のみ         |

## 利用状況
近年の1日平均乗車人員の推移は以下の通り。
| 年度   | 1日平均 乗車人員 |
| ------ | ---------------- |
| 2000年 | 357              |
| 2001年 | 353              |
| 2002年 | 329              |
| 2003年 | 327              |
| 2004年 | 320              |
| 2005年 | 313              |
| 2006年 | 306              |
| 2007年 | 293              |
| 2008年 | 297              |
| 2009年 | 277              |
| 2010年 | 264              |
| 2011年 | 258              |
| 2012年 | 254              |
| 2013年 | 250              |
| 2014年 | 225              |
| 2015年 | 235              |
| 2016年 | 241              |
| 2019年 | 213              |
| 2020年 | 171              |
| 2021年 | 168              |

## 駅周辺
- 市川町立鶴居小学校
- 屋形郵便局
- 市川
- 国道312号

## 隣の駅
西日本旅客鉄道（JR西日本）
 播但線
甘地駅 - 鶴居駅 - 新野駅